# 허욱 (배우)
허욱(1978년 3월 24일 ~ )은 대한민국의 배우다. 학력은 경성대학교 체육학과 학사를 동문했다.
2010년 중앙대학교 예술대학원 공연영상학부 입학하여 영화과 석사과정 중이다.
부산광역시장으로 알려진 허남식 전 시장의 아들이다.

## 가족관계
- 아버지: 허남식(전 제33~35대 부산광역시장)
- 어머니: 이미자(허남식 전 시장의 부인)

## 출연

### 영화
- 똥개 - 계환
- 태풍 - 최 팀장

### 방송
- 남자 이야기 (KBS)